# Chanac-les-Mines
Chanac-les-Mines település Franciaországban, Corrèze megyében. Lakosainak száma 421 fő (2022. január 1.). Chanac-les-Mines Gimel-les-Cascades, Saint-Martial-de-Gimel, Tulle és Laguenne-sur-Avalouze községekkel határos.

## Népesség
A település népességének változása:
| Lakosok száma | 291  | 511  | 511  | 515  | 498  | 506  | 485  | 436  | 433  | 421  |
|               | 1968 | 1982 | 1990 | 2006 | 2013 | 2015 | 2017 | 2019 | 2020 | 2022 |